# Veronica Carlson
Pour les articles homonymes, voir Carlson.
Veronica Carlson, nom de scène de Veronica Mary Glazer, est une actrice britannique née le 18 septembre 1944 dans le Yorkshire (Royaume-Uni) et morte le 27 février 2022 en Caroline du Sud (États-Unis).

## Filmographie

### Cinéma
- 1967 : The Magnificent Two : Révolutionnaire
- 1967 : Deux Anglaises en délire (Smashing Time) de Desmond Davis : l'actrice de cinéma à la première
- 1968 : Les requins volent bas (Hammerhead) de David Miller : Ulla
- 1968 : Dracula et les Femmes (Dracula Has Risen from the Grave) de Freddie Francis : Maria Mueller
- 1969 : Le Retour de Frankenstein (Frankenstein Must Be Destroyed) de Terence Fisher : Anna Spengler
- 1969 : The Best House in London : Lilly, prostituée
- 1969 : Double jeu (Crossplot) : Dinah
- 1970 : Pussycat, Pussycat, I Love You (en) de Rodney Amateau : Liz
- 1970 : Les Horreurs de Frankenstein (The Horror of Frankenstein) de Jimmy Sangster : Elizabeth Heiss
- 1974 : Les Temps sont durs pour Dracula (Vampira) de Clive Donner : Ritva
- 1975 : The Ghoul de Freddie Francis : Daphne Welles Hunter
- 1994 : Black Easter
- 1995 : Freakshow (vidéo) : Grace Harmsworth
- 2016 : Stellar Quasar and the Scrolls of Dadelia : Sayang
- 2019 : House of the Gorgon : Anna Banning
- 2021 : Night of the Devil (court-métrage)
- 2022 : The Rectory : Lady Whitehouse

### Télévision
- 1968 : ITV Playhouse (série télévisée) (1 épisode) : Sally
- 1969 : Mon ami le fantôme (série télévisée) (1 épisode) : Suzanne
- 1971 : Hine (série télévisée) (1 épisode) : Amanda
- 1972 : Spyder's Web (série télévisée) (13 épisodes) : Wallis Ackroyd
- 1975 : Public Eye (série télévisée) (1 épisode) : Ingrid Borg